# Nachal Kofer
Nachal Kofer (hebrejsky נחל כפר nebo נחל כופר) je vádí o délce cca 5 kilometrů v Izraeli, v aglomeraci Tel Avivu.
Začíná v prostoru města Ramat Gan, jižně od křižovatky Geha na pomezí měst Ramat Gan, Bnej Brak a Giv'at Šmu'el. Vede pak k jihu, kde poblíž bývalé skládky Chirija ústí do toku Nachal Ajalon, kde se plánuje zřízení rozsáhlého areálu park Ajalon. Kvůli masivnímu rozvoji zastavěné plochy v aglomeraci Tel Avivu byla většina toku svedena do kanalizace. Pouze v jižním úseku na dolním toku si zachovala podobu přírodního koryta, které prochází areálem zoologické zahrady Safari Ramat Gan a parku ha-Le'umi, kde je využit v rámci umělé lesoparkové krajiny s umělými jezírky a porosty.

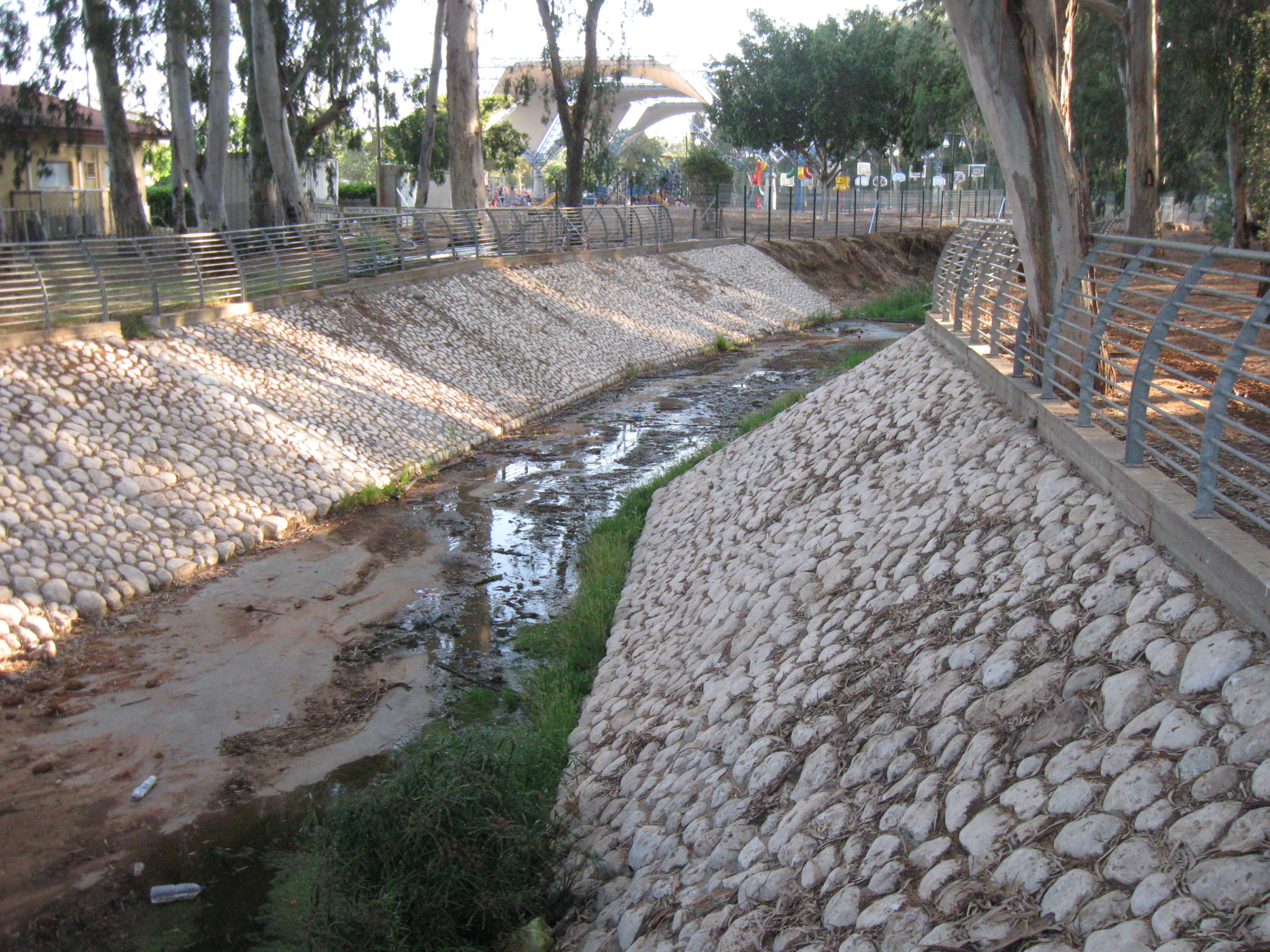
Nachal Kofer v parku ha-Le'umi v Ramat Gan